# Torben Jørgensen (atlet)
Torben Jørgensen født 1923 var en dansk atlet medlem af Københavns IF. Han havde en fortid som cykelrytter da han i 1944 begyndte som løber i KIF. Han var dansk mester på 1500 meter 1949 og 1950. og vandt også fire danske mesterskaber på 4 x 1500 meter. Det blev til to danske stafet rekorder og syv landskampe.

## Danske mesterskaber
- Guld 1950 1500 meter 3:57.6
- Guld 1949 1500 meter 3:55.6
- Bronze 1948 5000 meter 15:08.6
- Bronze 1947 1500 meter 4:02.2
- Sølv 1946 1500 meter 3:55.4
- Bronze 1945 800 meter 1:56.8

## Personlige rekorder
- 400 meter: 52.4 1945.
- 800 meter: 1.54.6 1946
- 1000 meter: 2.31.0 1945.
- 1500 meter: 3.52.8 1947
- 3000 meter: 8.26.0 1949.
- 5000 meter: 15.08.6 1948
- 10000 meter: 34.46.0 1951